# Otto Ulfsparre
Otto Ulfsparre af Broxvik, född 27 juni 1794 på Grimstorp i Sandhems socken, död 13 juni 1889 i Alingsås, var en svensk militär.
Otto Ulfsparre var son till kapten Johan Carl Ulfsparre och Elisabeth Christina Tham. Han blev kvartermästare vid Skånska linjedragonregementet 1801, kadett vid Krigsakademien på Karlberg 1810,  och utexaminerades från Karlberg 1812. Ulfsparre blev stabsunderlöjtnant vid Värmlands fältjägarregemente samma år och löjtnant där 1813. Han deltog i fälttågen i Tyskland och Norge 1813 och 1814, varunder han deltog i slaget vid Grossbeeren, slaget vid Dennewitz och slaget vid Leipzig. Ulfsparre utmärkte sig under affären vid Rackestad i Norge 6 augusti 1814 och tilldelades för sina insatser där guldmedalj för tapperhet i fält. Han överförde som kurir de av Karl XIII ratificerade fredsvillkoren till Kristiania 1814 och tjänstgjorde under en tid 1815 som ordonnansofficer hos kronprins Karl Johan. Ulfsparre blev kapten 1823, sekundmajor 1833, överstelöjtnant och premiärmajor 1841 samt var överste och chef för Värmlands fältjägarregemente 1844–1855. Han var 1855–1874 postmästare i Härnösand. Ulfsparre ägde Gräfsnäs slott. Han blev 1833 riddare av Svärdsorden.